# Laryngologie
Die Laryngologie (von „Larynx“ „Kehlkopf“) ist das medizinische Spezialgebiet, das sich mit dem Kehlkopf und seinen Erkrankungen beschäftigt. Die Bezeichnung ist historisch begründet, als es die medizinischen Fachgebiete HNO und Phoniatrie-Pädaudiologie noch nicht in der heutigen Form gab und Ärzte mit unterschiedlichem Fachhintergrund sich einzelnen Teilbereichen der heutigen Fächer wie z. B. der Laryngologie, Rhinologie oder Otologie zuwandten. Pioniere der Laryngologie im 19. Jahrhundert waren 1857/1858 Ludwig Türck und Johann Czermarck mit der verbesserten Konstruktion und der Einführung des Kehlkopfspiegels in die praktische Medizin. Die erste Laryngektomie wurde 1873 von Theodor Billroth in Wien ausgeführt.
Heute werden Ärzte aus einem der beiden Fachgebiete, die sich überwiegend mit Kehlkopferkrankungen beschäftigen, als Ausdruck der starken Sub-Spezialisierung im medizinischen Jargon wieder oft als „Laryngologen“ bezeichnet.

## Historische Vertreter
- Ludwig Türck (1810–1868)
- Victor von Bruns (1812–1883)
- Friedrich Rudolf Voltolini (1819–1889)
- Johann Nepomuk Czermak (1828–1873)
- Karl Stoerk (1832–1899)
- Carl Jakob Christian Adolf Gerhardt (1833–1902)
- Johann Schnitzler (1835–1893)
- Leopold Schrötter von Kristelli (1837–1908)
- Philipp Schech (1845–1905)
- Georg Juffinger (1853–1913)
- Ottokar von Chiari (1853–1918)
- Emil Fröschels (1884–1972)